# Nutzsignal
Ein elektrisches Nutzsignal ist ein bei der elektrischen Datenübertragung auftretendes, zu Nutzzwecken verwendetes Signal, das durch besondere elektrische Größen wie Spannung, Strom, Frequenz usw. gekennzeichnet ist. Entsprechend den besonderen Kennzeichen unterscheidet man beispielsweise zwischen Spannungsnutzsignal, Strom-Nutzsignal usw. Das Nutzsignal kann aus einem zeitlich kontinuierlichen oder zeitdiskreten Vorgang bestehen. Im Falle der Zuordnung des Nutzsignals zu einem Bezugswert spricht man von einem Nutzpegel, der eine wesentliche Größe des elektrischen Nutzsignals darstellt. Das Gegenstück des Nutzsignals ist das Störsignal.
Ein reines und einfaches Nutzsignal ist z. B. ein Ton- bzw. Audiosignal, welches von einem Mikrofon aufgenommen, von einer elektronischen Schaltung verarbeitet und von einem Lautsprecher später (an den Nutzer) wiedergegeben wird. Ein Bildsignal (FBAS) hat dagegen eine komplizierte Struktur, es enthält den eigentlichen Bildinhalt als Nutzsignal (in der Fernsehtechnik auch Zeileninhalt genannt) und die Synchronsignale als Zusatz- bzw. Steuersignale.
Im Fall technischer Kommunikation ist man daran interessiert, dass das Nutzsignal möglichst stark und unverfälscht beim Empfänger ankommt. Dazu ist es erforderlich, dass eventuell auftretende Störsignale möglichst schwach sind, damit sie das Nutzsignal nicht beeinträchtigen.